# Championnat d'Éthiopie de football 2002-2003
Navigation
Saison précédente Saison suivante
La saison 2002-2003 du Championnat d'Éthiopie de football est la cinquante-septième édition de la première division en Éthiopie, la National League. Elle regroupe, sous forme d'une poule unique, les quatorze meilleures équipes du pays qui se rencontrent deux fois, à domicile et à l'extérieur. En fin de saison, les deux derniers du classement sont relégués et remplacés par les deux meilleures formations de deuxième division.
C'est le club de Saint-George SA, tenant du titre, qui remporte à nouveau le championnat cette saison après avoir terminé en tête du classement final, avec un seul point d'avance sur Arba Minch Textile FC et douze sur Ethiopian Coffee. C'est le dix-neuvième titre de champion d'Éthiopie de l'histoire du club.

## Les clubs participants
- EEPCO
- Ethiopian Insurance FC
- Ethiopian Bunna
- Awassa City FC
- Dire Dawa Railways FC
- Adama City
- Nyala SC
- Arba Minch Textile FC
- Harrar Beer Botling FC - Promu de D2
- Banks Sports Club
- Saint-George SA
- Muger Cement FC
- Trans Ethiopia FC
- Berhanena Selam FC - Promu de D2

## Compétition
Le barème de points servant à établir les classements se décompose ainsi :
- Victoire : 3 points
- Match nul : 1 point
- Défaite : 0 point

### Classement
| Rang | Équipe                 | Pts | J  | G  | N | P  | Bp | Bc | Diff |
| ---- | ---------------------- | --- | -- | -- | - | -- | -- | -- | ---- |
| 1    | Saint-George SAT       | 56  | 26 | 17 | 5 | 4  | 53 | 24 | +29  |
| 2    | Arba Minch Textile FC  | 55  | 26 | 17 | 4 | 5  | 36 | 18 | +18  |
| 3    | Ethiopian CoffeeC      | 44  | 26 | 13 | 5 | 8  | 44 | 26 | +18  |
| 4    | Adama City             | 42  | 26 | 12 | 6 | 8  | 34 | 26 | +8   |
| 5    | Nyala SC               | 41  | 26 | 13 | 2 | 11 | 39 | 38 | +1   |
| 6    | EEPCO                  | 36  | 26 | 11 | 3 | 11 | 37 | 42 | -5   |
| 7    | Muger Cement FC        | 36  | 26 | 10 | 6 | 10 | 27 | 33 | -6   |
| 8    | Banks Sports Club      | 35  | 26 | 9  | 8 | 9  | 33 | 32 | +1   |
| 9    | Ethiopian Insurance FC | 31  | 26 | 8  | 7 | 11 | 28 | 29 | -1   |
| 10   | Harar Beer Botling FCP | 29  | 25 | 7  | 8 | 10 | 28 | 35 | -7   |
| 11   | Trans Ethiopia FC      | 28  | 26 | 7  | 7 | 12 | 20 | 32 | -12  |
| 12   | Awassa City FC         | 28  | 26 | 7  | 7 | 12 | 21 | 35 | -14  |
| 13   | Berhanena Selam FCP    | 23  | 26 | 6  | 5 | 15 | 35 | 44 | -9   |
| 14   | Dire Dawa Railways FC  | 20  | 26 | 4  | 7 | 15 | 23 | 44 | -21  |

|  | Qualification pour la Ligue des champions de la CAF 2004                                |
|  | Qualification pour la Coupe de la confédération 2004                                    |
|  | Relégation directe en deuxième division                                                 |
|  | T : Tenant du titre C : Vainqueur de la Coupe d'Éthiopie P : Promu de deuxième division |

## Bilan de la saison
| Championnat d'Éthiopie de football 2002-2003 |                             |
| Champion                                     | Saint-George SA (19e titre) |
| Coupes et trophées                           |                             |
| Vainqueur de la Coupe d'Éthiopie 2002-2003   | Ethiopian Coffee            |
| Qualifications continentales                 |                             |
| Ligue des champions de la CAF 2004           | Saint-George SA             |
| Coupe de la confédération 2004               | Ethiopian Coffee            |
| Promotions et relégations                    |                             |
| Promus en National League                    | Guna FC                     |
| Promus en National League                    | Wonji Sugar FC              |
| Relégués en Second League                    | Berhanena Selam FC          |
| Relégués en Second League                    | Dire Dawa Railways FC       |